# اسکادران ۲۶۰ نیروی هوایی سلطنتی انگلستان
اسکادران ۲۶۰ یک اسکادران نیروی هوایی سلطنتی بود که به عنوان یک واحد شناسایی و ضد زیردریایی در جنگهای جهانی اول و دوم شرکت داشت.

## تاریخ

### شکل گیری و جنگ جهانی اول
اسکادران شماره 260 نیروی هوایی سلطنتی در 25 ژوئیه 1918 تشکیل شد و هواپیماهای دوهاویلند DH.6 را از وست هوو تا دوون در گشت زنی ضد زیردریایی اداره میکرد و در 5 مارس 1919 منحل شد.

### اصلاحات در جنگ جهانی دوم
این اسکادران در 22 نوامبر 1940 در کسلتاون، اسکاتلند اصلاح شد و هواپیماهای هاریکن را بکار میبرد. سپس به مصر نقل مکان کرد و بمب‌افکن‌های کرتیس کیتی هاوک را بر فراز صحرای غربی عملیاتی کرد. سپس اسکادران با ارتش هشتم به سمت تونس پیشروی کرد. در حالی که کمپین آفریقای شمالی فعال بود، پس از عملیات هاسکی به سیسیل منتقل شد. با پیشروی نیروهای متفقین به سمت ایتالیا، هواپیماهای موستانگ P-51 آمریکایی را بکار گرفت و در 19 اوت 1945 در لاواریانو منحل شد. در میان پرسنل برجسته اسکادران، بازیگر آینده کریستوفر لی بود که به عنوان افسر اطلاعاتی خدمت می کرد.

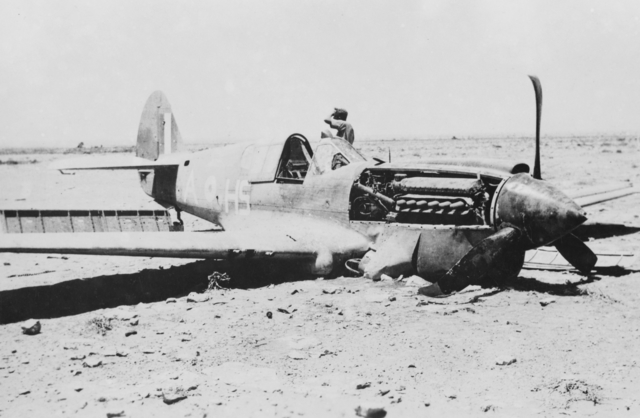
کیتی هاوک متعلق به ستوان وایلی که در صحرای العدن در شمال افریقا در ۳۰ می ۱۹۴۲ سقوط کرد

### پیدا شدن هواپیمای دنیس کاپینگ در سال 2012 در مصر
در ماه مه 2012، سی ان ان گزارش داد که یک کارگر نفت لهستانی در مصر یک هواپیمای کرتیس کیتی هاوک را کشف کرده که احتمالاً توسط گروهبان دنیس کاپینگ هدایت می شده است، که در 28 ژوئن 1942 مفقود شد و دیگر خبری از او نشد. کاپینگ دچار سردرگمی شد و در جهت اشتباه پرواز کرد. شواهد موجود در محل سقوط نشان می دهد کاپینگ از فرود جان سالم به در برده است. از آنجایی که هیچ بقایایی در نزدیکی کیتی هاوک مشاهده نشد، به نظر می رسد که کاپینگ در تلاشی ناامیدانه و در نهایت بیهوده برای کمک در بیابان سرگردان بوده است.
استخوانهای او در فاصله کمی از هواپیما پیدا شدند. مقامات بریتانیا امیدوار بودند که هواپیمای فوق العاده ای که به خوبی حفظ شده بود را به موزه RAF در لندن بازگردانند، اما این نقشه ها ناکام ماند. در عوض، هواپیما توسط مصریها مورد بازسازی قرار گرفت و در موزه نظامی العلمین به نمایش گذاشته شد.

## منابع

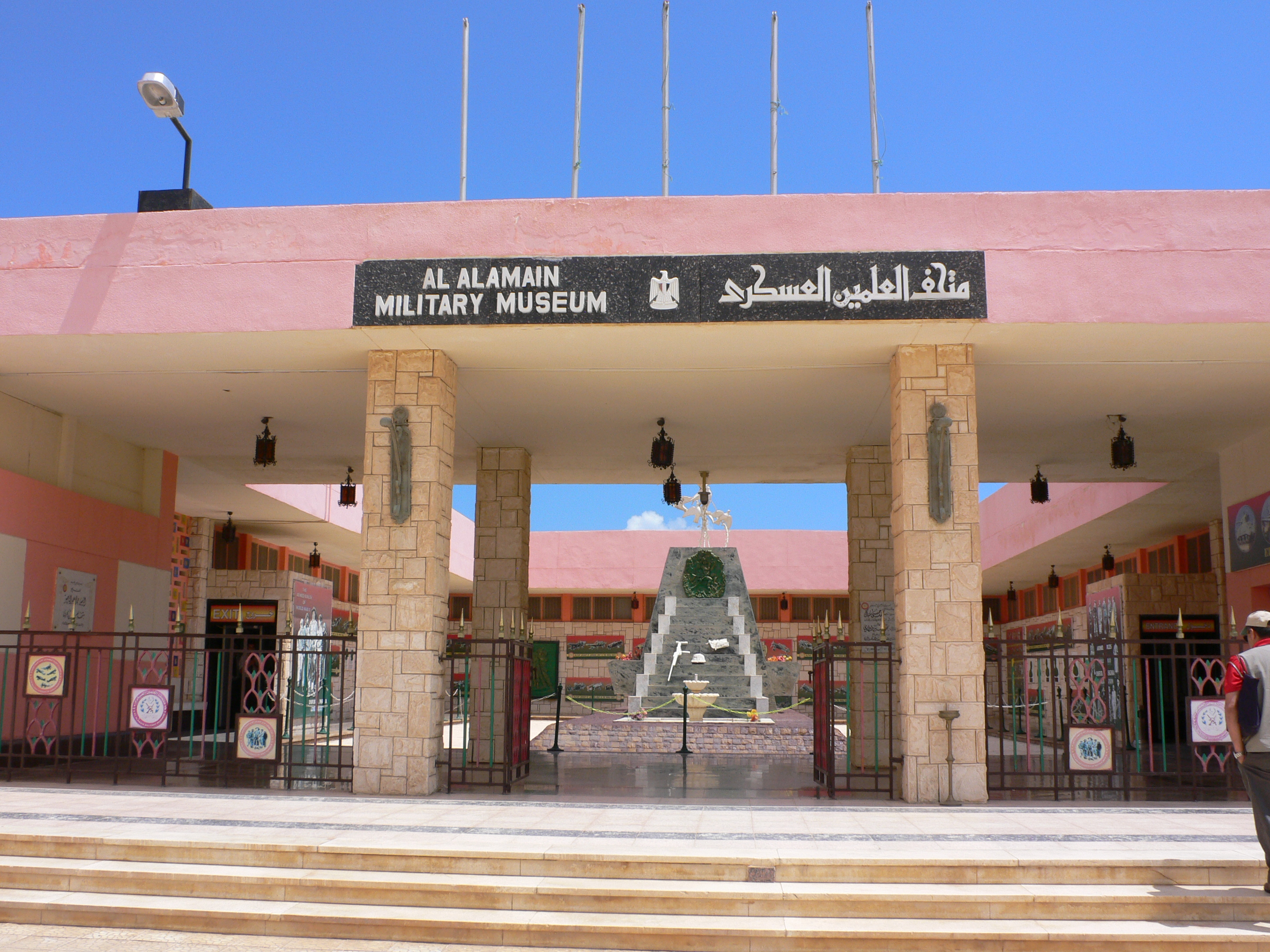
موزه العالمین در مصر